# Alberto Fonseca
Alberto Gomes Fonseca Júnior (sinh ngày 22 tháng 8 năm 1956) là một cầu thủ bóng đá người Bồ Đào Nha đã giải nghệ từng thi đấu ở vị trí hậu vệ.
| # | Thời gian            | Địa điểm                            | Đối thủ  | Bàn thắng | Kết quả | Giải đấu             |
| - | -------------------- | ----------------------------------- | -------- | --------- | ------- | -------------------- |
| 1 | 15 tháng 11 năm 1978 | Sân vận động Ernst Happel, Viên, Áo | Áo       | 1–2       | 1–2     | Vòng loại Euro 1980  |
| 2 | 29 tháng 11 năm 1978 | Estádio da Luz (1954), Portugal     | Scotland | 1–0       | 1–0     | Euro 1980 qualifying |